# Lợn Choctaw
Lợn Choctaw là một giống lợn nội địa có nguồn gốc từ Hoa Kỳ, giống lợn này được người Mỹ bản địa sử dụng trong suốt lịch sử của họ. Hiện nay, chúng đã giảm dần về số lượng xuống còn khoảng một trăm con, hầu hết trong số đó là được nuôi ở Nhà nước Choctaw ở Oklahoma (Choctaw Nation of Oklahoma). Hiệp hội Bảo tồn Loài Chăn nuôi Hoa Kỳ kêu gọi tình trạng của giống này là cực kỳ hiếm và cho rằng "đây là một ưu tiên bảo tồn cao."

## Lịch sử
Những con lợn Choctaw đã thoát khỏi những đoàn gia súc được người Tây Ban Nha đưa đến Châu Mỹ từ thế kỷ 16 trở đi. Lợn Choctaw đã được sử dụng không chỉ bởi người Mỹ bản địa mà còn bởi những người định cư châu Âu và một số người khác ở Đông Nam Hoa Kỳ trong hơn 300 năm. Người Choctaw và gia súc của họ đã di cư từ vùng sâu Nam đến lãnh thổ Oklahoma vào đầu thế kỷ 19.
Chính phủ Hoa Kỳ đã cưỡng bức buộc năm bộ lạc văn minh ra khỏi Mississippi và Alabama vào năm 1830, và họ cũng đưa nhiều lợn đến Oklahoma. Một con lợn Oklahoma Choctaw từ năm 1858 sẽ để lại "ước muốn và mong muốn rằng tất cả những con heo sẽ được thu thập và bán lại". Đó là nguồn gốc từ lợn Oklahoma rằng ngày nay lợn Choctaw là hậu duệ và sự xuất hiện của chúng đã thay đổi rất ít trong vòng 150 năm. 

## Đặc điểm
Lợn Choctaw có hai đặc điểm riêng biệt cho thấy tổ tiên của chúng được mang từ Tây Ban Nha. Đầu tiên, ngón chân của chúng thường hợp nhất thành một bộ phận duy nhất giống như của con lừa. Giống như những con lợn chân la, chúng chia sẻ đặc điểm này vì lý do tương tự và hai giống này có thể đến từ những đàn giống của tổ tiên chung được chọn giống và quản lý lỏng lẻo cho đến cuối thế kỷ 19. Thứ hai, nhiều con có thịt ở phần nọng ở mỗi bên của cổ họng của chúng.
Những con lợn này có màu đen, đôi khi có dấu hiệu trắng, và nặng khoảng £120, chúng tương đối nhỏ đối với một con lợn nhà. Các lợn hoang có nguồn gốc từ lợn Tây Ban Nha phổ biến hơn so với những con không trong tự nhiên, nhưng lợn Choctaw là "một giống lợn thuần chủng ở Tây Ban Nha" và khác với những con heo rừng hoang dã chính xác trong khu vực Chim Săn Chăn Hoang dã Quốc gia Choctaw. Tuy nhiên chúng là con lợn khoẻ mạnh và nhanh nhẹn với phần trước nặng nề và "rõ ràng là con lợn Choctaw được lai giống cho sự sinh tồn".

## Chăn nuôi
Bộ tộc Choctaw vẫn nuôi những con heo ở Oklahoma. Chúng đòi hỏi sự chăm sóc tương đối ít và theo truyền thống được phép chạy tự do trên phạm vi mở (thả rông) và thức ăn chúng kiếm gồm quả hạch, quả mọng, động vật không xương sống, rễ, củ, rau, và bất cứ thứ gì khác mà chúng có thể tìm thấy. Với sự hỗ trợ của các giống chó được đào tạo, lợn được chăn dắt. Con chó thường được sử dụng cho mục đích này là chó Catahoula Leopard, một động vật có nguồn gốc Tây Ban Nha. Trong khi lợn Choctaw có thể trở nên rất thuần hóa, một số có thể ngạc nhiên trước tốc độ và sự nhanh nhẹn của heo rừng Choctaw.
Lợn nuôi xuất chuồng bán được vỗ béo bằng bắp để cải thiện giá trị của chúng. Một bài báo của Trường Cao đẳng thú y vùng Virginia-Maryland mô tả Choctaw là "lớn và béo tốt" và báo cáo: Do chăn nuôi lợn làm cho tổ chức công nghiệp và chăn nuôi lợn trắng (lợn công nghiệp) để sản xuất thịt lợn nạc, nên những con còn lại của các giống người Tây Ban Nha đã thích nghi với các hệ thống khổng lồ ngày càng trở nên hiếm và hiếm hơn. Báo cáo của Hiệp hội Bảo tồn Giống vật nuôi Hoa Kỳ cho biết lợn Choctaw không có "xác thịt thị trường" có giá trị. Thiếu động cơ kinh tế, lợi ích thương mại không được đưa ra để giúp bảo tồn lợn Choctaw và không có đăng ký lợn Choctaw chính thức cho giống này.